# August 2006
Acest articol este generat integral pe baza informațiilor din articolul 2006 și este actualizat periodic de un robot.
 Editările făcute în articol vor fi șterse la următoarea actualizare! Dacă doriți să faceți modificări, editați articolul-sursă.

ianuarie -
februarie -
martie -
aprilie -
mai -
iunie -
iulie -
august -
septembrie -
octombrie -
noiembrie -
decembrie
August 2006 a fost a opta lună a anului și a început într-o zi de marți.

## Evenimente
- 5 august: Analiza mostrei B a confirmat-o pe prima, care arăta un nivel excesiv de testosteron la ciclistul american Floyd Landis, câștigător al Turului Franței 2006.
- 10 august: Marea Britanie: Arestarea a 24 de persoane, în legătură cu un presupus complot de a arunca în aer avioane de pasageri, aflate în zbor pe ruta Marea Britanie - Statele Unite.
- 17 august: Vulcanul Tungurahua din sudul Ecuadorului a erupt, distrugând 20.000 de hectare de teren cultivat. Bilanțul: 5 morți, 13 răniți, 60 dispăruți și peste 3.200 de persoane evacuate.
- 24 august: Uniunea Astronomică Internațională a votat redefinirea termenului de planetă, retrogradând Pluto la statutul de „planetă pitică” și lăsând sistemul solar cu numai opt planete.

## Decese
- 6 august: Bogdan Pietriș, 61 ani, pictor român (n. 1945)
- 13 august: Iosif Uglar, 86 ani, comunist român de etnie maghiară (n. 1920)
- 18 august: Mihail Fridman, 84 ani, scriitor și traducător rus născut în Basarabia (n. 1922)
- 21 august: S. Izhar, 89 ani, politician israelian (n. 1916)
- 22 august: Laurențiu Profeta, 81 ani, compozitor român de etnie evreiască (n. 1925)
- 23 august: Raymond Harold Sawkins (Jay Bernard, Harold English, Colin Forbes, Richard Raine), 83 ani, scriitor britanic (n. 1923)
- 23 august: Dionis Tanasoglu, 84 ani, poet, scriitor și turcolog sovietic și moldovean de etnie găgăuză (n. 1922)
- 24 august: Ervin Acél, 71 ani, dirijor român de etnie evreiască (n. 1935)
- 24 august: Cristian Nemescu, 27 ani, regizor român (n. 1979)
- 24 august: Andrei Toncu, 28 ani, inginer de sunet român (n. 1978)
- 28 august: Melvin Schwartz, 73 ani, fizician american de origine evreiască, laureat al Premiului Nobel (1988), (n. 1932)
- 30 august: Roberto Conti, 83 ani, matematician italian (n. 1923)
- 30 august: Naghib Mahfuz, 94 ani, scriitor egiptean, laureat al Premiului Nobel (1988), (n. 1911)
- 30 august: Glenn Ford (Gwyllyn Samuel Newton Ford), 90 ani, actor american de etnie canadiană (n. 1916)
- 31 august: Mike Magill, 86 ani, pilot american de Formula 1 (n. 1920)